# Bijeljina (region)
Region Bijeljina je jeden ze sedmi regionů Republiky srbské v Bosně a Hercegovině, centrem regionu je město Bijeljina.

## Charakter regionu
Region leží v severovýchodním cípu země, u hranic se Srbskem a také s Chorvatskem. Většina území regionu je rovinatá, pouze na jihu jeho území se zvedá do pahorkatiny Majevica; jsou zde tak dobré podmínky pro pěstování mnoha zemědělských plodin. Severní hranici, a zároveň státní hranici se Srbskem tvoří řeka Sáva, východní hranici, také se Srbskem tvoří řeka Drina. Většina obyvatelstva regionu jsou pravoslavní Srbové. Hlavní město Bijeljina je sice napojené na železnici, ale vedoucí do Srbska - spojení do vnitrozemí Bosny chybí. Hlavní silniční a železniční tahy se regionu vyhýbají.

## Významná města
- Bijeljina (hlavní)
- Ugljevik
- Janja
- Čelić